# Yeol Eum Son
Yeol Eum Son (손열음, født 2. maj 1986 i Wonju, Sydkorea) er en sydkoreansk klassisk pianist. Hun fik først international opmærksomhed, da hun optrådte som solist med New York Philharmonic Orchestra dirigeret af Lorin Maazel i 2004. Hendes hæderspriser inkluderer sølvmedalje ved den internationale Tchaikovsky-konkurrence 2011, hvor hun også modtog priserne for bedste fremførelse af kammerkoncert og bedste fremførelse af et bestillingsarbejde.

## Barndom
Hun fik sin første klaverundervisning i en alder af 3½ år. Hun debuterede med en solokoncert ved Kumho Prodigy Concert Series i juli 1998. I en alder af 12 år begyndte hun at studere med pianisten Kim Dae-jin. 16 år gammel gik hun ind på Korea National University of Arts (한국예술종합학교) for at fortsætte sine klaverstudier. I en alder af 18 indspillede hun den komplette række af Chopin etuder (Op. 10 og Op. 25) på en CD på Universal Music Label.

## Karriere
Hun har spillet sammen med New York Philharmonic Orchestra, Rotterdam Philharmonic Orchestra, Czech Philharmonic Orchestra, Israel Philharmonic Orchestra, Tokyo Philharmonic Orchestra, Deutsche Radio Philharmonie Saarbrücken Kaiserslautern, NDR Radiophilharmonie, Academy of St. Martin in the Fields, NHK Symphony Orchestra, State Academic Symphony Orchestra of the Russian Federation, Seattle Symphony Orchestra, Mariinsky Theatre Orchestra og mange andre under dirigenterne Yuri Bashmet, Karel Mark Chichon, Myung-whun Chung, Roberto Carnevale, James Conlon, Lawrence Foster, Valery Gergiev, Dmitri Kitayenko, Lorin Maazel, Ludovic Morlot. Fra 2006 har hun studeret hos Arie Vardi ved Hochschule für Musik und Theatre i Hannover i Tyskland.

## Karriere som skribent
Siden maj 2010 har hun skrevet en månedlig spalte for JoongAng søndag, en søndagsudgave af JoongAng Ilbo, en af Koreas mest læste aviser.

## Hæderspriser
- 1997: 2. pris, International Tchaikovsky-konkurrence for unge musikere
- 1999: 1. præmie, Oberlin internationale klaverkonkurrence
- 2001: 1. præmie, den 7. Ettlingen klaverkonkurrence
- 2002: 1. præmie, 53. Viotti International Music Competition
- 2005: 3. pris, Arthur Rubinstein International Piano Master Competition
- 2008: 1. pris, klaverkonkurrence Kissinger Klavierolymp, relateret til festivalen Kissinger Sommer[7]
- 2009: Sølvmedalje og Steven De Groote Memorial Award for bedste udførelse af kammermusik (delt med Evgeni Bozhanov), 13. Van Cliburn internationale klaverkonkurrence
- 2011: 2. præmie, bedste kammerkoncert (Mozart-koncert), bedste opførelse af et bestilt arbejde (af Rodion Shchedrin) XIV International Tchaikovsky-konkurrence[8]

## Diskografi
- 2004: Chopin "24 Etudes" (Universal Music)
- 2008: Chopin "Nocturnes" for klaver og orkester (Universal Music)
- 2009: 13. Van Cliburn-konkurrence: Yeol Eum Son, sølvmedalist (Harmonia Mundi)
- 2012: Yeol Eum Son, klaver (O'new World Music)
- 2016: Schumann & Brahms[9]
- 2018: Mozart "Piano Concerto 21, Piano works" med Sir Neville Marriner og Academy of St. Martin-in-the-Fields (Onyx Classics)